# Schöpfungsgeschichte (Jahwist)
Die Schöpfungsgeschichte des Jahwisten ist die im Bibeltext zweite, vermutlich aber ältere der beiden voneinander verschiedenen Schöpfungsgeschichten der Genesis. Sie umfasst den Text Gen 2,4b–25 . Im Bibeltext geht die sogenannte priesterschriftliche Schöpfungsgeschichte, Gen 1,1–2,4a  voraus.
Die Zitate in diesem Artikel sind der Einheitsübersetzung entnommen (Text: ).

## Ältere Datierungsversuche
Mit dem Begriff Jahwist bezeichnete die historisch-kritische Bibelwissenschaft eine der vermuteten Quellenschriften, die in den fünf Büchern Mose mit editionswissenschaftlicher Methode erschließbar sei. Die traditionelle Datierung von Gen 2,4b–25  lautete: der Text sei etwa im 10. Jahrhundert v. Chr. niedergeschrieben worden, vermutlich von einem Theologen am Hof König Salomos. Werner H. Schmidt, einer der profilierten Vertreter der Neueren Urkundenhypothese, hatte die Datierung des Jahwisten in die „Blütezeit Salomos“ wie folgt begründet:
- Es gebe eine innere Nähe zu den Erzählungen von Davids Aufstieg und Thronfolge (1. Sam 16 – 1. Kön 2);
- Der Jahwist interessiere sich für die Nachbarvölker, welche in der Ära Davids und Salomos politisch relevant gewesen seien;
- Die Erzählung von Noach dem Weinbauern (Gen 9, 18–25) mit der Unterwerfung Kanaans unter die Herrschaft Sems passe genau auf das davidische Großreich.

Heute ist die Datierung des „Jahwisten“ (mit diesem Namen werden unterschiedliche literarische Größen bezeichnet) in die frühe Königszeit aufgegeben, weil das Bild, das die Forschung vom 10. Jahrhundert v. Chr. hat, nicht zu den Texten passt, die dem Jahwisten zugerechnet werden (Beispiel: Alleinverehrung JHWHs).

## Verfasserfrage
Da hinsichtlich des Jahwisten in der aktuellen Forschung alles zur Disposition steht, beschränkt sich der Kontext von Gen 2,4b–25  auf die Urgeschichte (Gen 1–11), die innerhalb des Pentateuch eine gewisse Eigenständigkeit hat. Jan Christian Gertz sieht hier eine vor-priesterschriftliche Geschichte von Schöpfung und Flut, die mit Gen 8,20–22 endete und von einer nach-priesterschriftlichen Redaktion überarbeitet wurde. Die eigentliche Paradiesgeschichte des „weisheitlichen Erzählers“ umfasste den Text Gen 2,4b–3,24. Das Interesse am guten, lebensförderlichen Handeln und damit die Frage nach der Möglichkeit gelingenden Lebens trotz Ambivalenzerfahrungen sind typisch weisheitlich. Der Verfasser kennt Bildungsgut der Nachbarkulturen. Man kann ihn sich vielleicht als einen Schreiber am Hof des Königs Manasse von Juda vorstellen.

## Inhaltliche Charakterisierung
Der Verfasser stützte sich auf eine Reihe von Erzählungen, die im Umfeld Israels überliefert wurden: Unter anderem die Motive des Leben schenkenden Schöpfers sowie die Erschaffung eines Paradieses lehnen sich an damalige Vorstellungen des Alten Orients an. Der Text beantwortet die Frage der im Kulturland sesshaft gewordenen Wüstennomaden, wer als Herr des fruchtbaren Bodens zu verehren ist, nämlich JHWH.
In dem jahwistischen Schöpfungsbericht überwiegt die Anthropogonie, da zu dessen Beginn die Welt bereits erschaffen wurde und im weiteren Verlauf der Mensch und dessen Entstehungsgeschichte folgt. Damit wird der Schwerpunkt im Vergleich zur priesterschriftlichen Schöpfungserzählung eher auf die Geschöpflichkeit und im Folgenden auf die Fehlbarkeit des Menschen gelenkt.

## Die Schöpfung
2,4 Das ist die Geschichte der Entstehung von Himmel und Erde, als sie erschaffen wurden. Zur Zeit, als Gott, der HERR, Erde und Himmel machte,
2,5 gab es auf der Erde noch keine Feldsträucher und wuchsen noch keine Feldpflanzen; denn Gott, der HERR, hatte es auf die Erde noch nicht regnen lassen und es gab noch keinen Menschen, der den Erdboden bearbeitete;
2,6 aber Feuchtigkeit stieg aus der Erde auf und tränkte die ganze Fläche des Erdbodens.
2,7 Da formte Gott, der HERR, den Menschen aus Staub vom Erdboden, und blies in seine Nase den Lebensatem. So wurde der Mensch zu einem lebendigen Wesen.
2,8 Dann legte Gott, der HERR, in Eden, im Osten, einen Garten an und setzte dorthin den Menschen, den er geformt hatte.
2,9 Gott, der HERR, ließ aus dem Erdboden allerlei Bäume wachsen, begehrenswert anzusehen und köstlich zu essen, in der Mitte des Gartens aber den Baum des Lebens und den Baum der Erkenntnis von Gut und Böse.
2,10 Ein Strom entspringt in Eden, der den Garten bewässert; dort teilt er sich und wird zu vier Hauptflüssen.
2,11 Der Name des ersten ist Pischon; er ist es, der das ganze Land Hawila umfließt, wo es Gold gibt.
2,12 Das Gold jenes Landes ist gut; dort gibt es Bdelliumharz und Karneolsteine.
2,13 Der Name des zweiten Stromes ist Gihon; er ist es, der das ganze Land Kusch umfließt.
2,14 Der Name des dritten Stromes ist Tigris; er ist es, der östlich an Assur vorbeifließt. Der vierte Strom ist der Eufrat.
2,15 Gott, der HERR, nahm den Menschen und gab ihm seinen Wohnsitz im Garten von Eden, damit er ihn bearbeite und hüte.
2,16 Dann gebot Gott, der HERR, dem Menschen: Von allen Bäumen des Gartens darfst du essen,
2,17 doch vom Baum der Erkenntnis von Gut und Böse darfst du nicht essen; denn am Tag, da du davon isst, wirst du sterben.
2,18 Dann sprach Gott, der HERR: Es ist nicht gut, dass der Mensch allein ist. Ich will ihm eine Hilfe machen, die ihm ebenbürtig ist.
2,19 Gott, der HERR, formte aus dem Erdboden alle Tiere des Feldes und alle Vögel des Himmels und führte sie dem Menschen zu, um zu sehen, wie er sie benennen würde. Und wie der Mensch jedes lebendige Wesen benannte, so sollte sein Name sein.
2,20 Der Mensch gab Namen allem Vieh, den Vögeln des Himmels und allen Tieren des Feldes. Aber eine Hilfe, die dem Menschen ebenbürtig war, fand er nicht.
2,21 Da ließ Gott, der Herr, einen tiefen Schlaf auf den Menschen fallen, sodass er einschlief, nahm eine seiner Rippen und verschloss ihre Stelle mit Fleisch.
2,22 Gott, der Herr, baute aus der Rippe, die er vom Menschen genommen hatte, eine Frau und führte sie dem Menschen zu.
2,23 Und der Mensch sprach: Das endlich ist Bein von meinem Bein und Fleisch von meinem Fleisch. Frau soll sie genannt werden, denn vom Mann ist sie genommen.
2,24 Darum verlässt der Mann Vater und Mutter und hängt seiner Frau an, und sie werden ein Fleisch.
2,25 Beide, der Mensch und seine Frau, waren nackt, aber sie schämten sich nicht voreinander.

## Gegenüberstellung mit dem Schöpfungsbericht der Priesterschrift in Genesis 1
Die priesterschriftliche und die nicht-priesterschriftliche Schöpfungsgeschichte sind zwei voneinander unabhängige Erzählungen vom Anfang der Welt, die in ihrer Grundform (abzüglich kleiner Bearbeitungen) keine gegenseitige Kenntnis oder Bezugnahme erkennen lassen.
Nachfolgend werden die beiden Schöpfungsberichte im Buch Genesis anhand verschiedener Kriterien miteinander verglichen:
|                          | Jahwist                                                                       | Priesterschrift                                                         |
| Entstehungszeit          | traditionell ca. 900 v. Chr., heute umstritten                                | ca. 550 v. Chr.                                                         |
| Entstehungsort           | Israel                                                                        | Babylon (im Exil) oder nach dem Exil in Jerusalem                       |
| Urzustand                | Ackerboden, Wüste, trockenes Land                                             | Leere, Finsternis, Urflut                                               |
| Dauer                    | 1 Tag/unklar                                                                  | 6 Tage                                                                  |
| Wasser                   | belebend, fruchtbar                                                           | Urflut, drohend                                                         |
| Erschaffung des Menschen | am Anfang einen Mann, am Ende eine Frau aus der Rippe des Mannes              | unbestimmte Anzahl, Männer und Frauen zeitgleich, am Ende der Schöpfung |
| Mensch                   | Mann als Bebauer und Hüter, dann Frau als Hilfe. Erst Körper, dann Lebensatem | Männer und Frauen als Herrscher über Tiere                              |
| Tiere                    | als Gegenüber des Menschen                                                    | sollen von den Menschen genutzt werden                                  |
| Gestirne                 | (keine genaueren Angaben)                                                     | trennen Tag und Nacht, ermöglichen Kalender                             |
| Schöpfung durch          | die handwerkliche Tat                                                         | Wort und Tat                                                            |